# Wilner Nazaire
Wilner Nazaire (Puerto Príncipe; 30 de marzo de 1950) es un exfutbolista de Haití que jugó como defensa. Apareció en la Copa Mundial de la FIFA 1974.

## Trayectoria
Jugó en el RC Haïtien y de 1972 a 1976 militó en las filas del US Valenciennes Anzin, club con el que consiguió el ascenso a la máxima categoría al finalizar el Championnat de France de football D2 1974-75, la actual Ligue 2.
En Valenciennes estuvo durante 3 temporadas y jugó 18 partidos. Dejó la asociación de Norte-Paso de Calais para trasladarse a Fontainebleau, donde disputó 39 juegos entre los años 1976 y 1979.

## Selección nacional
Vistió la camiseta haitiana en diecinueve ocasiones. Fue uno de los principales artífices del éxito en la clasificación al Mundial de Alemania Federal 1974.
En la Copa del Mundo, jugó los tres partidos, incluso contra la selección polaca, que perdió groseramente por 0-7.

### Participaciones en Copas del Mundo
| Mundial                        | Sede     | Resultado    |
| ------------------------------ | -------- | ------------ |
| Copa Mundial de Fútbol de 1974 | Alemania | Primera fase |

## Clubes
| Club                  | País    | Año       |
| --------------------- | ------- | --------- |
| Racing Haïtien        | Haití   | 1971-1972 |
| US Valenciennes Anzin | Francia | 1972-1976 |
| RC Fontainebleau      | Francia | 1976-1979 |

## Palmarés

### Títulos internacionales
| Título                                | Equipo | Sede  | Año  |
| ------------------------------------- | ------ | ----- | ---- |
| Campeonato de Naciones de la Concacaf | Haití  | Haití | 1973 |